# 副読本
副読本（ふくどくほん）は、ある書物に対して二次的に参考にすることを目的に作られた書物のこと。サイドブック、サイドリーダーとも言う。
学校教育において使用される教科書は、文部科学省による学習指導要領に準拠しているかの教科書検定があり、この検定済みの教科書が教科の主たる教材として広く採択されるが、この補助となる用に作られた本を指す場合が多い。
市町村の予算で配布するものと保護者・本人が購入するものがある。

## 主な副読本
- 交通安全の教育に使用される物。（小学校1年生で使用される事が多い）
- 体育科
- 道徳教育で使用。大阪府では、人権部落問題を扱った同和教育のための副読本「にんげん」が配布されていた。
- 地域副読本 - 小学校の社会科の郷土についての学習で使用される物。小学3年生で各市町村区、4年生で各都道府県について学ぶ際に使用。本の題として「わたしたちのまち○○」「のびゆく○○」（○○には自治体の名称）の物が多い。郷土史#日本の郷土史学を参照。